# ژو باختری
ژو باختری (به چینی: 西周؛ ۱۰۴۵–۷۷۱ پیش از میلاد)؛ بخش نخست دودمان ژو در چین باستان بود. ژو باختری با پیروزی پادشاه وو ژو بر دودمان شانگ در نبرد مویه آغاز گردید و با یورش و غارت قبایل چوان‌رونگ به پایتخت ژو، هائوجینگ، و کشتن پادشاه یو ژو به پایان رسید.
دولت آغازین ژو باختری حدود هفتاد و پنج سال موفق بود و سپس به آرامی قدرت خود را از دست داد. سرزمین‌های سابق شانگ به زمینداران موروثی تقسیم شد که بسیار از پادشاه مستقل شدند. در سال ۷۷۱ پ. م، مردم ژو از دره رودخانه وی بیرون رانده شدند. پس از آن قدرت واقعی در دست کسانی بود که در ظاهر دست‌نشاندگان و زیردستان پادشاه بودند.

## جنگ داخلی
اسناد کمی از این دوره آغازین باقی مانده است و گزارش‌های مربوط به دوره ژو باختری کمی فراتر از فهرستی از پادشاهان بدون تاریخ مشخص است. پادشاه وو دو یا سه سال پس از فتح شانگ درگذشت. از آنجایی که پسرش، پادشاه چنگ ژو، جوان بود، برادرش، حاکم ژو جی دان، به عنوان نایب‌السلطنه به پادشاه جوان و بی‌تجربه کمک کرد. برادران دیگر وو (شو دو سای، گوان شو و هوو شو) که نگران قدرت رو به رشد حاکم ژو بودند، در شورش سه نگهبان با وو گنگ و دیگر حاکمان منطقه‌ای و بقایای شانگ اتحاد تشکیل دادند. حاکم ژو این شورش را خنثی کرد و قلمروهای بیشتری را فتح کرد تا مردم بیش‌تری تحت حکومت ژو قرار گیرند.
حاکم ژو اصول فرمان آسمان را برای مقابله با ادعاهای شانگ در مورد حق الاهی حاکمیت استفاده کرد و لوئویانگ را به عنوان پایتخت خاوری تأسیس کرد. با سیستم فئودالی فنگ‌شیان، اقوام پادشاه و سرداران در شرق، از جمله لوئویانگ، جین، یینگ، لو، چی و یان، مالک زمین شدند. این امر برای حفظ اقتدار ژو طراحی شده بود، زیرا باعث افزایش قلمرو ژو می‌شد، ولی با تضعیف دودمان ژوب سیاری از این‌ها تبدیل به ایالت‌های بزرگ وقدرتمند شدند. به نظر می‌رسد پس از کناره‌گیری حاکم ژو از مقام نایب‌السلطنه، باقیمانده سلطنت چنگ و پسرش کانگ ژو سرشار از صلح و برکت بوده است.

## پادشاهان دیگر

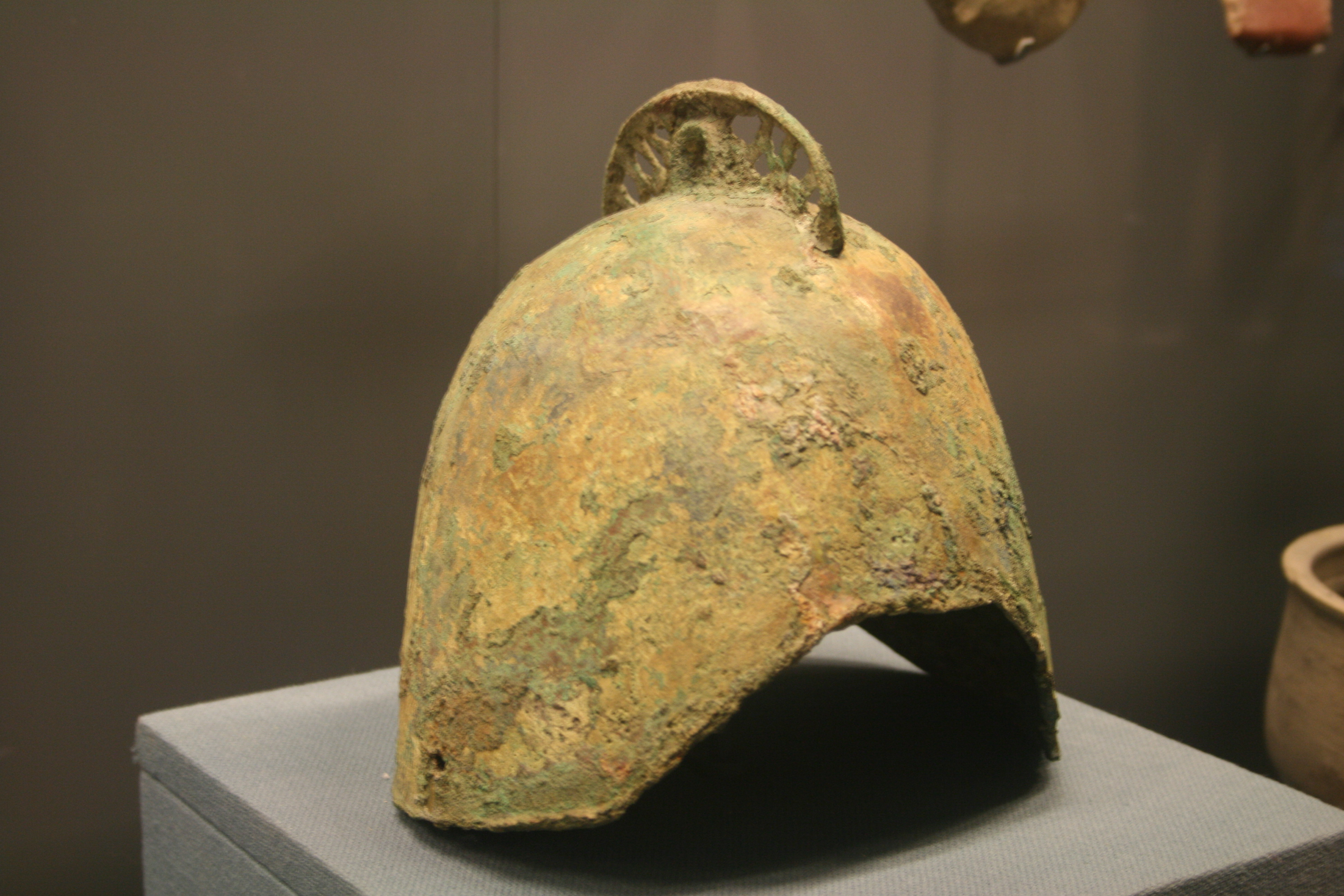
کلاهخود برنزی مربوط به دودمان ژو

چهارمین پادشاه، پادشاه ژائو ژو، ارتشی را به جنوب علیه چو رهبری کرد و به همراه بخش بزرگی از ارتش ژو کشته شد. پنجمین پادشاه، پادشاه مو ژو به خاطر دیدار افسانه‌ای خود با مادر باستانی بی‌حد و حصر به یاد می‌آید. قلمرو جنوب شرقی را شو رونگ فتح کرد. به نظر می‌رسد که پادشاهی در طول سلطنت طولانی مو ضعیف شده است، احتمالاً به این دلیل که روابط خانوادگی بین پادشاهان ژو و حاکمان منطقه‌ها در طول نسل‌ها کم‌رنگ‌تر شده است، به‌طوری که زمیندارانی که در ابتدا برادران سلطنتی بودند، اکنون پسرعموهای دور شده بودند. نواحی دور نیز قدرت و اعتبار محلی خود را برابر با قدرت و اعتبار خانواده سلطنتی ژو توسعه داده بودند.

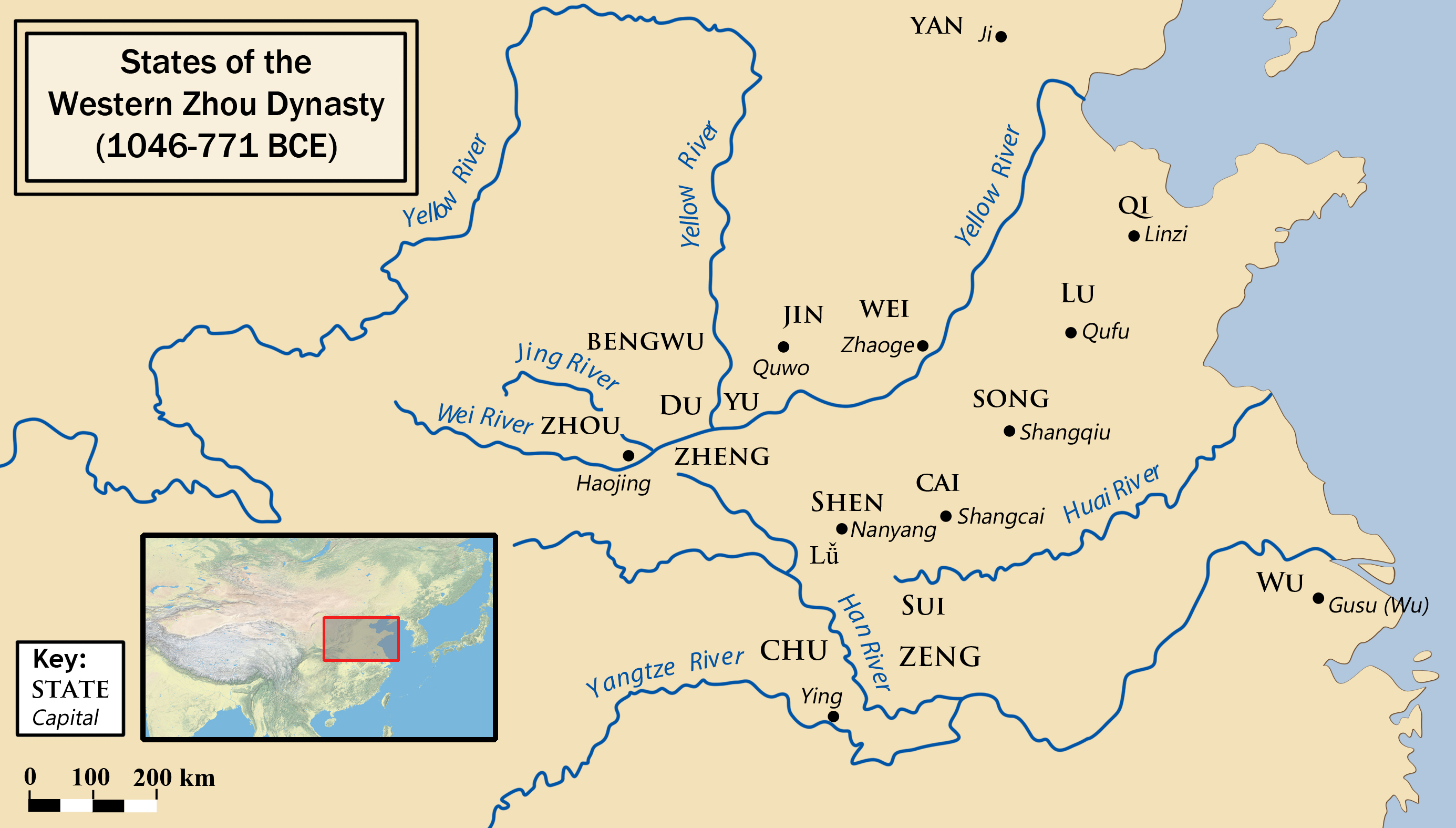
ایالت‌های دودمان ژو باختری

دربارهٔ سلطنت چهار پادشاه بعدی (پادشاه گونگ ژو، پادشاه یی ژو (جی جیان)، پادشاه شیائو ژو و پادشاه یی ژو (جی ژی)) اسناد کمی در دسترس است. گفته می‌شود که نهمین پادشاه، حاکم چی را به دلیل مطیع نبودن حاکمان محلی در دیگ جوشانده است. دهمین پادشاه، پادشاه لی ژو (۸۷۷–۸۴۱ پ. م) مجبور به رفتن به تبعید شد و قدرت به مدت چهارده سال در دست نایب‌السطنگی گونگ‌هه بود. سرنگونی لی شاید نخستین شورش ثبت شده رعیت‌ها در چین باشد. هنگامی که لی در تبعید مرد، گونگ‌هه بازنشسته شد و قدرت به پسر لی، پادشاه ژوآن ژو (۸۲۷–۷۸۲ پ. م) رسید. پادشاه ژوان برای بازگرداندن اقتدار سلطنتی تلاش کرد، اگرچه حاکمان منطقه‌ای در سلطنت او اطاعت کمتری میی‌کردند. دوازدهمین و آخرین پادشاه دوره ژو باختری، پادشاه یو ژو (۷۸۱–۷۷۱ پ. م) بود. هنگامی که یو همسرش را با یک همخوابه جایگزین کرد، پدر قدرتمند ملکه سابق، مرزبان شن، با بربرهای چوانرونگ متحد شد و پایتخت غربی هائوجینگ را غارت کرد و پادشاه یو را در سال ۷۷۱ پ. م کشتند. کشتن او منجر به آغاز جنگ بین ایلت‌های محلی شد که تا زمان یکپارچگی چین توسط ایالت چین ادامه یافت. برخی از اندیشمندان گمان می‌کنند که غارت هائوجینگ ممکن است به حمله سکاها از آلتای قبل از گسترش آنها به سمت غرب مرتبط باشد. بیشتر اشراف ژو از دره رودخانه وی عقب‌نشینی کردند و پایتخت در پایین رودخانه در پایتخت شرقی قدیمی چنگ‌ژو در نزدیکی لوئویانگ امروزی بازسازی شد. این شروع دوره ژو خاوری بود که معمولاً به دوره بهار و پاییز و دوره ایالت‌های جنگ‌طلب تقسیم می‌شود.
این احتمال وجود دارد که پادشاهان ژو بیشتر درآمد خود را از زمین‌های سلطنتی در دره وی به دست می‌آوردند. این امر باعث از دست رفتن ناگهانی قدرت سلطنتی در هنگام رانده شدن ژو به شرق می‌شود، اما اثبات این موضوع دشوار است. در دهه‌های اخیر، باستان‌شناسان تعداد قابل‌توجهی گنجینه یافته‌اند که در زمان بیرون راندن ژو در دره وی مدفون شده بودند. این نشان می‌دهد که اشراف ژو ناگهان از خانه‌های خود رانده شدند و امیدوار بودند که برگردند، اما هرگز موفق به این کار نشدند.

## پادشاهان

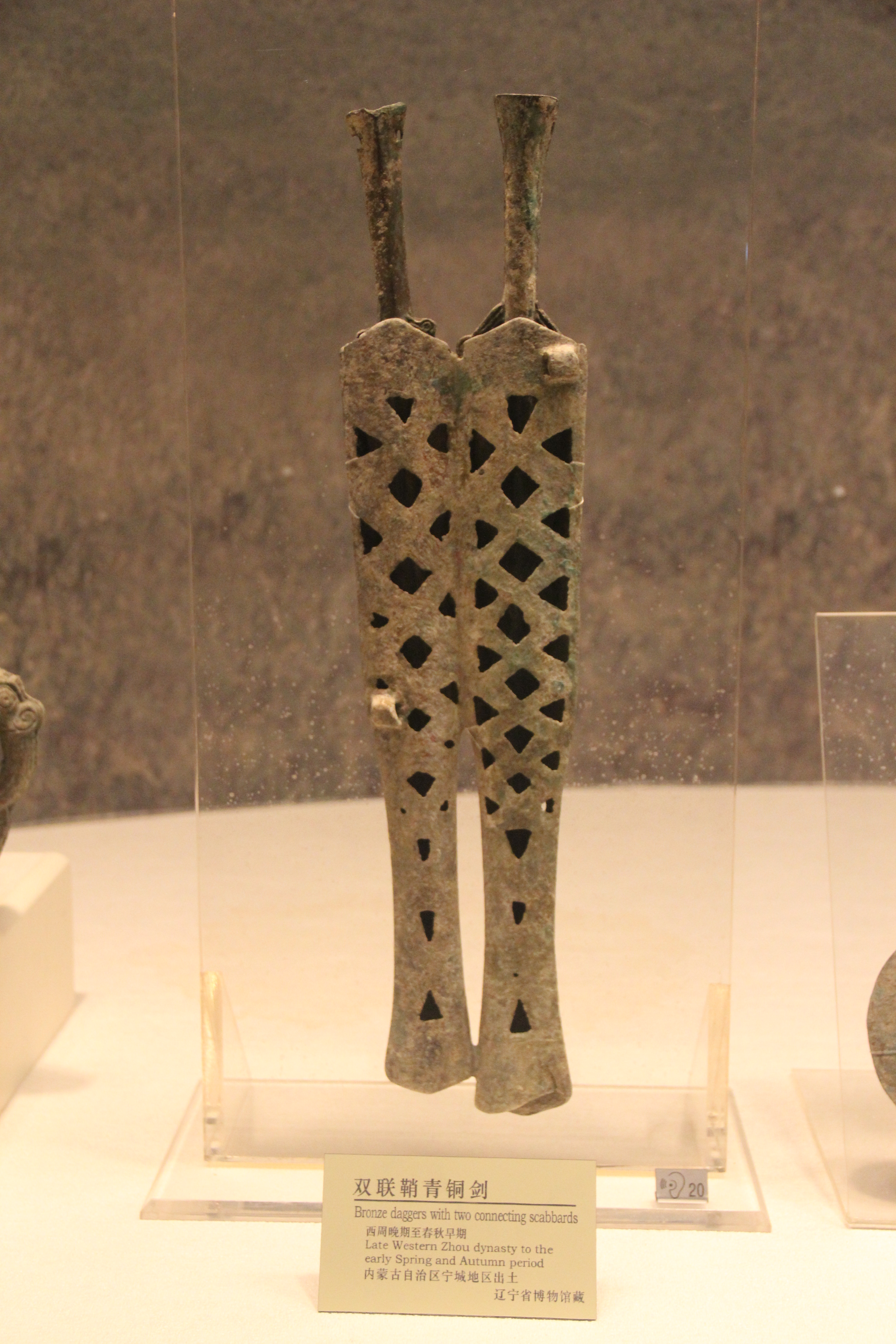
خنجرهای ژو باختری

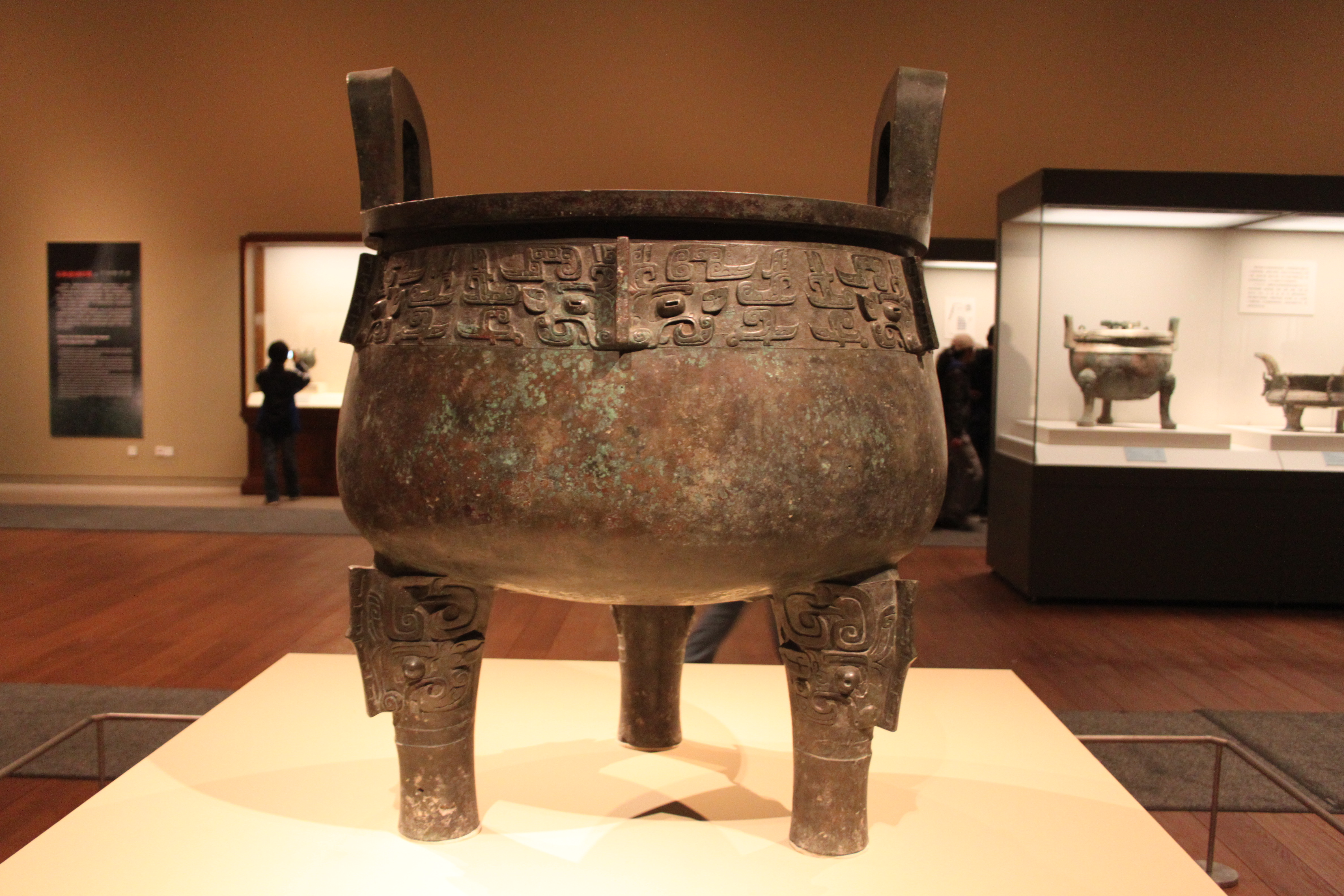
دیگ برنزی مربوط به ژو باختری

| نام پسامرگ          | نام شخصی       | حکومت (پیش از میلاد) | حکومت (پیش از میلاد) |
| نام پسامرگ          | نام شخصی       | Shaughnessy          | XSZ Project          |
| ------------------- | -------------- | -------------------- | -------------------- |
| پادشاه ون ژو        | چانگ (昌)      | ۱۰۹۹–۱۰۵۰            |                      |
| پادشاه وو ژو        | فا (發)        | ۱۰۴۹–۱۰۴۳            | ۱۰۴۶–۱۰۴۳            |
| پادشاه چنگ ژو       | سونگ (誦)      | ۱۰۴۲–۱۰۰۶            | ۱۰۴۲–۱۰۲۱            |
| پادشاه کانگ ژو      | ژائو (釗)      | ۱۰۰۵–۹۷۸             | ۱۰۲۰–۹۹۶             |
| پادشاه ژائو ژو      | شیا (瑕)       | ۹۷۷–۹۵۷              | ۹۹۵–۹۷۷              |
| پادشاه مو ژو        | مان (滿)       | ۹۵۶–۹۱۸              | ۹۷۶–۹۲۲              |
| پادشاه گونگ ژو      | ییهو (繄扈)    | ۹۱۷–۹۰۰              | ۹۲۲–۹۰۰              |
| پادشاه ییه ژو       | جیان (囏)      | ۸۹۹–۸۷۳              | ۸۹۹–۸۹۲              |
| پادشاه شیائو ژو     | پیفانگ (辟方)  | ۸۷۲–۸۶۶              | ۸۹۱–۸۸۶              |
| پادشاه یی ژو        | شیه (燮)       | ۸۶۵–۸۵۸              | ۸۸۵–۸۷۸              |
| پادشاه لی ژو        | هو (胡)        | ۸۵۷–۸۴۲              | ۸۷۷–۸۴۱              |
| نایب‌السلطنگی گونگ‌هه | هه (和)        | ۸۴۱–۸۲۸              | ۸۲۱–۸۲۸              |
| پادشاه شوآن ژو      | جینگ (靜)      | ۸۲۷–۷۸۲              | ۸۷۲–۷۸۲              |
| پادشاه یو ژو        | گونگ‌نیه (宮涅) | ۷۸۲–۷۷۱              | ۷۸۱–۷۷۱              |